# Traben-Trarbach
Traben-Trarbach er en lille by midt i Moseldalen i delstaten Rheinland-Pfalz i Tyskland. Byen er en af Tysklands mange dobbeltbyer, og har været forenet med en bro over Mosel siden 1898. Med omkringliggende områder har byen noget over 6.000 indbyggere.
Efter bybrande i Trarbach i 1858 og i Traben i 1879 er byen genopbygget i jugendstil. Borgruinerne efter borgen Grevensburg bygget i 1350 ligger over Trarbach. Byen har været et centrum for vinhandel i Midt-Mosel, og er en rig by.
Lufthavnen Frankfurt-Hahn ligger lige øst for Traben-Trarbach.
- Broporten på Trarbach-siden af Mosel.
- Udsigt fra Mosel-broen mod Traben.
- Den gamle stationsbygning
- Aachen-gården

## Eksterne kilder
- Byen Traben-Trarbachs hjemmeside